# Dennis Rommedahl
Dennis Rommedahl (n. 22 iulie 1978, Copenhaga) este un fotbalist danez care evoluează la RKC Waalwijk și la echipa națională de fotbal a Danemarcei. Rommedahl a reprezentat Danemarca la Campionatul Mondial de Fotbal 2002, Euro 2004, Campionatul Mondial de Fotbal 2010 și Euro 2012.

## Statistici carieră
| Sezon     | Club              | Competiție       | Meciuri | Goluri |
| --------- | ----------------- | ---------------- | ------- | ------ |
| 1995–96   | Lyngby            | Superliga Daneză | 9       | 0      |
| 1996–97   | Lyngby            | Superliga Daneză | 17      | 4      |
| 1996–97   | PSV Eindhoven     | Eredivisie       | 2       | 0      |
| 1997–98   | RKC Waalwijk      | Eredivisie       | 34      | 5      |
| 1998–99   | PSV Eindhoven     | Eredivisie       | 19      | 2      |
| 1999–2000 | PSV Eindhoven     | Eredivisie       | 23      | 0      |
| 2000–01   | PSV Eindhoven     | Eredivisie       | 31      | 5      |
| 2001–02   | PSV Eindhoven     | Eredivisie       | 34      | 12     |
| 2002–03   | PSV Eindhoven     | Eredivisie       | 33      | 6      |
| 2003–04   | PSV Eindhoven     | Eredivisie       | 19      | 4      |
| 2004–05   | Charlton Athletic | Premier League   | 26      | 2      |
| 2005–06   | Charlton Athletic | Premier League   | 21      | 2      |
| 2006–07   | Charlton Athletic | Premier League   | 28      | 0      |
| 2007–08   | Ajax              | Eredivisie       | 30      | 2      |
| 2008–09   | Ajax              | Eredivisie       | 3       | 0      |
| 2008–09   | NEC               | Eredivisie       | 14      | 0      |
| 2009–10   | Ajax              | Eredivisie       | 28      | 6      |
| 2010–11   | Olympiakos Pireu  | Superliga Greacă | 22      | 2      |
| 2011–12   | Brøndby IF        | Superliga Daneză | 20      | 3      |
| 2012–13   | Brøndby IF        | Superliga Daneză | 28      | 3      |
| Total     | Total             | Total            | 419     | 56     |

## Goluri internaționale
| #   | Data              | Stadion                   | Oponent         | Scor | Rezultat | Competiția                                             |
| --- | ----------------- | ------------------------- | --------------- | ---- | -------- | ------------------------------------------------------ |
| 1.  | 7 octombrie 2000  | Belfast, Northern Ireland | Irlanda de Nord | 1–1  | 1–1      | Calificările pentru Campionatul Mondial de Fotbal 2006 |
| 2.  | 15 noiembrie 2000 | Copenhaga, Danemarca      | Germania        | 1–0  | 2–1      | Meci amical                                            |
| 3.  | 15 noiembrie 2000 | Copenhaga, Danemarca      | Germania        | 2–0  | 2–1      | Meci amical                                            |
| 4.  | 1 septembrie 2001 | Copenhaga, Danemarca      | Irlanda de Nord | 1–0  | 1–1      | Calificările pentru Campionatul Mondial de Fotbal 2002 |
| 5.  | 6 octombrie 2001  | Copenhaga, Danemarca      | Islanda         | 1–0  | 6–0      | Calificările pentru Campionatul Mondial de Fotbal 2002 |
| 6.  | 17 aprilie 2002   | Copenhaga, Danemarca      | Israel          | 3–0  | 3–1      | Meci amical                                            |
| 7.  | 11 iunie 2002     | Incheon, Coreea de Sud    | Franța          | 1–0  | 2–0      | Campionatul Mondial de Fotbal 2002                     |
| 8.  | 29 martie 2003    | București, România        | România         | 1–1  | 5–2      | Preliminariile Campionatului European de Fotbal 2004   |
| 9.  | 29 martie 2003    | București, România        | România         | 5–2  | 5–2      | Preliminariile Campionatului European de Fotbal 2004   |
| 10. | 9 februarie 2005  | Atena, Grecia             | Grecia          | 1–2  | 1–2      | Calificările pentru Campionatul Mondial de Fotbal 2006 |
| 11. | 17 august 2005    | Copenhaga, Danemarca      | Anglia          | 1–0  | 4–1      | Meci amical                                            |
| 12. | 16 august 2006    | Odense, Danemarca         | Polonia         | 2–0  | 2–0      | Meci amical                                            |
| 13. | 6 septembrie 2006 | Reykjavík, Iceland        | Islanda         | 1–0  | 2–0      | Preliminariile Campionatului European de Fotbal 2008   |
| 14. | 6 iunie 2007      | Riga, Letonia             | Letonia         | 1–0  | 2–0      | Preliminariile Campionatului European de Fotbal 2008   |
| 15. | 6 iunie 2007      | Riga, Letonia             | Letonia         | 2–0  | 2–0      | Preliminariile Campionatului European de Fotbal 2008   |
| 16. | 17 octombrie 2007 | Copenhaga, Danemarca      | Letonia         | 3–1  | 3–1      | Preliminariile Campionatului European de Fotbal 2008   |
| 17. | 19 iunie 2010     | Pretoria, South Africa    | Camerun         | 2–1  | 2–1      | Campionatul Mondial de Fotbal 2010                     |
| 18. | 11 august 2010    | Copenhaga, Danemarca      | Germania        | 1–2  | 2–2      | Meci amical                                            |
| 19. | 26 martie 2011    | Oslo, Norway              | Norvegia        | 1–0  | 1–1      | Preliminariile Campionatului European de Fotbal 2012   |
| 20. | 7 octombrie 2011  | Nicosia, Cipru            | Cipru           | 2–0  | 4–1      | Preliminariile Campionatului European de Fotbal 2012   |
| 21. | 7 octombrie 2011  | Nicosia, Cipru            | Cipru           | 3–0  | 4–1      | Preliminariile Campionatului European de Fotbal 2012   |

## Palmares
PSV
- Eredivisie: 4

1997, 2000, 2001, 2003
- Johan Cruijff Shield: 4

1998, 2000, 2001, 2003
Ajax
- KNVB Cup: 1

2010
- Johan Cruijff Shield: 1

2007
Olympiakos FC
- Superliga Greacă 1: 2011

Individual
- Danish Football Association's award: 2007 (won)
- Danish Football Association's award: 2010 (won)[3][4]